# Strmec na Predelu
Strmec na Predelu – wieś w Słowenii, w gminie Bovec. W 2018 roku liczyła 12 mieszkańców.

## Geografia
Strmec na Predelu znajduje się w północno-zachodniej Słowenii, obok granicy słoweńsko-włoskiej. Graniczy z miejscowościami Log pod Mangartom po stronie Słowenii oraz Cave del Predil po stronie Włoch.

## Turystyka
Podobnie jak w innych miejscowościach Gminy Bovec, z powodu położenia na terenie Alp Julijskich, dużą część gospodarki zajmuje turystyka. Na terenie wsi znajduje się kilka hoteli, a sama osada promuje wycieczki krajoznawcze w góry.

## Zabytki
Zabytki na terenie wsi Strmec na Predelu:
- pomnik Spomenik NOB. Kamienny posąg, umieszczony na podstawie z nieobrobionego kamienia. Na froncie wygrawerowano postać rozpaczającej matki i imiona poległych w czasie wojny. Autorem jest architekt Andrei Maligoj. Pomnik został odkryty 27 lipca 1967 r[5].
- wieś z XIX–XX wieku; wieś spalona podczas II wojny światowej została odnowiona przy pomocy XIX-wiecznych elementów[6]